# Oskar Heinroth

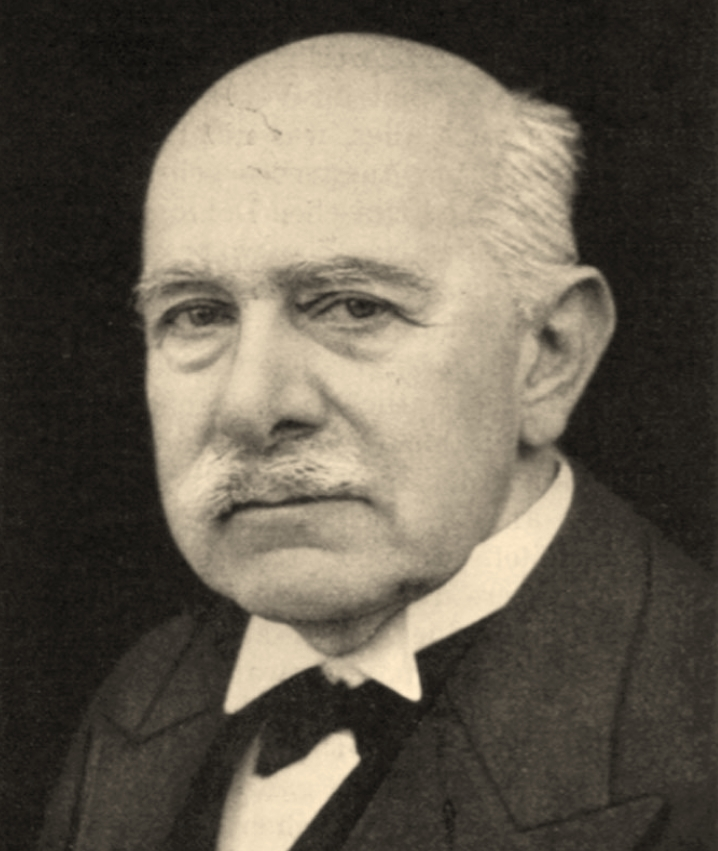
Oskar Heinroth

Oskar Heinroth (ur. 1 marca 1871 w Mainz-Kastel, zm. 31 maja 1945 w Berlinie) – niemiecki zoolog, ornitolog i psycholog zwierząt, twórca etologii. Heinroth niezależnie od Charlesa O. Whitmana odkrył homologiczny charakter sposobów zachowywania się istot żywych, czyli typowość i dziedziczność zachowań osobników w ramach określonego gatunku. 